# Éditeur de jeux de société
 (signalé en juillet 2025).
Si vous disposez d'ouvrages ou d'articles de référence ou si vous connaissez des sites web de qualité traitant du thème abordé ici, merci de compléter l'article en donnant les références utiles à sa vérifiabilité et en les liant à la section « Notes et références ».
- Archive Wikiwix
- Bing
- Cairn
- DuckDuckGo
- E. Universalis
- Gallica
- Google
- G. Books
- G. News
- G. Scholar
- Persée
- Qwant
- (zh) Baidu
- (ru) Yandex
- (wd) trouver des œuvres sur Wikidata

 (janvier 2022).
Les éditeurs de jeux de société sont des entreprises qui développent ou adaptent des jeux de société à destination des enfants, des familles ou des adultes. 

Ils peuvent distribuer leurs jeux eux-mêmes auprès des détaillants ou passer par des distributeurs de jeux de société.

## Principaux éditeurs francophones

### France

#### Groupe Asmodee
| Éditeur            | Fondateur(s)                      | Date de création | Siège                   | Jeux emblématiques                                                                                       | Remarques                                                                                  |
| ------------------ | --------------------------------- | ---------------- | ----------------------- | --- | ------------------------------------------------------------------------------------------ |
| Asmodee            | Marc Nunès, Philippe Mouret, Croc | 1995             | Guyancourt (Versailles) | Jungle Speed, Dobble, Timeline, Formula D                                                                | Premier éditeur et distributeur français                                                   |
| Days of Wonder     | Eric Hautemont, Mark Kaufmann     | 2002             | Paris                   | Les Aventuriers du rail, Mémoire 44, Les Chevaliers de la Table ronde, Small World, Five Tribes          | Développe les jeux du groupe en version numérique. Racheté en 2014 par Asmodee.            |
| Edge Entertainment | Gilles Garnier                    | 2004             | St-Jean (Toulouse)      | Citadelles, Horreur à Arkham                                                                             | Spécialisé dans la traduction de jeux américains thématiques. Racheté en 2016 par Asmodee. |
| Space Cowboys      | Asmodee                           | 2013             | Buc (Yvelines)          | Splendor, Unlock!, T.I.M.E Stories, Sherlock Holmes détective conseil                                    | Filiale créée par Asmodee. A fusionné en 2015 avec Ystari.                                 |
| Ystari             | Cyril Demaegd                     | 2003             | Paris                   | Caylus, Yspahan, Race for the Galaxy, Les Princes de Florence, Sherlock Holmes détective conseil, Myrmes | Spécialisé en jeux de gestion. Inactif depuis sa fusion en 2015 avec Space Cowboys.        |

#### GroupeHachette Boardgames
| Éditeur         | Fondateur(s)                                       | Date de création | Siège                       | Jeux emblématiques                                              | Remarques                                                                                      |
| --------------- | -------------------------------------------------- | ---------------- | --------------------------- | --------------------------------------------------------------- | ---------------------------------------------------------------------------------------------- |
| Blackrock Games | Laurent, Yoann                                     | 2007             | Romagnat (Puy de Dome)      | The boss, Jarnac, Garçon!                                       | Editeur et distributeur. Racheté en 2019 par Hachette.                                         |
| La Boîte de Jeu | Benoit Bannier, Benjamin Carayon, Timothée Gibelin | 2013             | Lyon                        | 10' to kill, Outlive, It's a wonderful world                    | Racheté en 2020 par Hachette.                                                                  |
| Gigamic         | Stéphane, Ludovic, et Jean-Christophe Gires        | 1991             | Wimereux (Boulogne-sur-mer) | Quarto, Quoridor, Marrakech, 6 qui prend, Pique Plume, Saboteur | Éditeur connu notamment pour sa gamme de jeux abstraits en bois. Racheté en 2019 par Hachette. |
| Hiboutatillus   | Louis Roudaut, Thibault Lorcy                      | 2014             | Paris                       | Blanc-manger Coco                                               | Racheté en 2021 par Hachette.                                                                  |

#### Éditeurs généralistes
| Éditeur              | Fondateur(s)                              | Date de création | Siège                              | Jeux emblématiques                                                                             | Remarques                                                                       |
| -------------------- | ----------------------------------------- | ---------------- | ---------------------------------- | ---------------------------------------------------------------------------------------------- | ------------------------------------------------------------------------------- |
| Accessigames         | Xavier Mérand                             | 2019             | Paris                              | Quarto Access                                                                                  | Spécialisé dans les jeux adaptés aux déficients visuels                         |
| Ankama               | Ankama                                    | 2006             | Roubaix (Nord)                     | Krosmaster : Arena, Draftosaurus                                                               | Ankama Products est la filiale "jeux de société" du groupe de jeux vidéo Ankama |
| Blue Orange (Europe) | Timothée Leroy                            | 2005             | Pont-à-Mousson (Meurthe-et-Mos.)   | Kingdomino, Next Station London, Mot malin                                                     | Anciennement Jactalea. S'est associé en 2013 avec Blue Orange US.               |
| Bombyx               | Erwan Hascöet, Loïg Hascöet               | 2011             | Quimper                            | la série Cardline, Les Bâtisseurs, Takenoko, Abyss                                             | A créé la filiale Monolith pour publier le jeu Conan                            |
| Cocktail Games       | Matthieu d'Epenoux                        | 2001             | Versailles                         | Hanabi, Contrario, Unanimo, Twin it!, Imagine, Trio                                            | Spécialisé dans les jeux d'ambiance                                             |
| Ferti                | Cédric Huet                               | 2001             | Mérignac (Bordeaux)                | Pitchcar, Déclic, Taluva, Complots                                                             |                                                                                 |
| Iello                | Cédric Barbé, Patrice Boulet              | 2004             | Heillecourt (Nancy)                | King of Tokyo, Galaxy Trucker, Tzolk'in, Andor, Through the Ages, Qwirkle, Codenames, The Crew | Également distributeur                                                          |
| Jeux Opla            | Florent Toscano                           | 2010             | Lyon                               | La Glace et le Ciel                                                                            | Éditeur orienté sur la thématique du développement durable                      |
| Libellud             | Régis Bonnessée                           | 2008             | Poitiers                           | Dixit, Seasons, Lords of Xidit, Mysterium                                                      |                                                                                 |
| Ludically            | Christophe Boelinger, Jean-Charles Mourey | 2009             | Valbonne (Nice)                    | Archipelago                                                                                    |                                                                                 |
| Ludonaute            | Cédric et Anne-Cécile Lefebvre            | 2010             | Istres (Bouches-du-Rhône)          | Lewis & Clark, Colt Express, Living Forest                                                     |                                                                                 |
| Lui-même             | Philippe des Pallières                    | 1999             | St-Père-en-Retz (Loire-Atlantique) | Les Loups-garous de Thiercelieux, Skull                                                        | Spécialisé dans les jeux d'ambiance                                             |
| Matagot              | Hicham Ayoub-Bedran                       | 2005             | Bordeaux                           | Cyclades, Takenoko, Dice Town, Kemet, Room 25, Inis, Scythe, Root                              | Également éditeur de jeux de rôle et de romans                                  |
| Sentosphère          | Véronique Debroise                        | 1989             | Paris                              | La Route des épices                                                                            | Éditeur spécialisé dans les jeux olfactifs                                      |

#### Éditeurs spécialisés enfants
| Éditeur          | Fondateur(s)         | Date de création | Siège                   | Jeux emblématiques       | Remarques                                       |
| ---------------- | -------------------- | ---------------- | ----------------------- | ------------------------ | ----------------------------------------------- |
| Bioviva Éditions | Jean-Thierry Winstel | 1996             | Montpellier             |                          | Spécialisé dans les jeux éducatifs pour enfants |
| Djeco            | Véronique Ceillier   | 1954             | Paris                   |                          | Spécialisé dans les jeux et jouets pour enfants |
| Dujardin         | Edmond Dujardin      | 1951             | Cestas (Bordeaux)       | 1000 bornes              | Éditeur racheté en 2007 par TF1 Games           |
| Lansay           | Elie Azoulai         | 1972             | Argenteuil (Val-d'Oise) | Othello                  | Spécialisé dans les jeux et jouets pour enfants |
| TF1 Games        | TF1                  | 2001             | Paris                   | Squad Seven, Chrono Bomb | Deuxième éditeur français                       |

#### Éditeurs disparus
| Éditeur          | Fondateur(s)                                    | Date de création | Date de cessation | Jeux emblématiques                                     | Remarques |
| ---------------- | ----------------------------------------------- | ---------------- | ----------------- | ------------------------------------------------------ | --- |
| Jeux Descartes   | Peter Watts                                     | 1978             | 1993              | Civilisation, Evo                                      | Racheté par Asmodee en 2005. Reste un réseau de boutiques spécialisées dans le jeu de société.                               |
| Jeux Nathan      | Fernand Nathan                                  |                  |                   | La Conquête du pétrole, Richesses du monde             | Le catalogue de jeux a été racheté par Ravensburger                                                                          |
| La Mèche rebelle | Stéphane Bayle, Stéphanie Czinober              | 1996             | 2015              |                                                        | Implanté au Mans (Sarthe) |
| Ludodélire       |                                                 |                  |                   | Super Gang                                             | |
| Miro Company     | Fred Mirowitch, Leo J. Frankenthal              | 1936             | 1986              | Monopoly, Cluedo, Risk, La Bonne Paye, Diplomacy       | Racheté en 1986 par Hasbro                                                                                                   |
| Moonster Games   | Emmanuel Beltrando                              | 2010             | 2016              | Gosu, Minivilles                                       | A transféré son activité en 2015 à Moonster Games Asia (MGA, Corée)                                                          |
| Tilsit Éditions  | Didier Jacobée                                  | 1996             | 2010              | Les Colons de Catane, Kahuna                           | A commencé son activité dans le jeu de guerre, puis a traduit en français certains des meilleurs jeux allemands de l'époque. |
| Asyncron         | Olivier Chanry, Thierry Mattray, Franck Saverys | 2008             | 2024              | Fief, Mare Nostrum, Quartermaster General, Falling Sky | Un des rares éditeurs français publiant des jeux historiques et des wargames.                                                |

### Belgique

#### Groupe Asmodee
| Éditeur          | Fondateur(s)                      | Date de création | Siège     | Jeux emblématiques                                         | Remarques                     |
| ---------------- | --------------------------------- | ---------------- | --------- | ---------------------------------------------------------- | ----------------------------- |
| Pearl games      | Sébastien Dujardin                | 2011             |           | Troyes, Bruxelles 1893, Deus, Black Angel                  | A cessé son activité en 2023. |
| Repos Production | Thomas Provoost et Cédric Caumont | 2005             | Bruxelles | Time's Up!, 7 Wonders, Concept, Cash'n Guns, Ghost Stories |                               |

#### Autres éditeurs
- Geek Attitude Games (GAG), créé en 2014 par Etienne Espreman, Fabrice Beghin et Frédéric Delporte. Basé à Bruxelles.
  - Jeu emblématique : Not alone, Bruxelles 1893 : Belle époque
- Intrafin
  - Jeux emblématiques : Aux Portes de Loyang, Mage Knight, Terraforming Mars, Barrage
- Sit down!, créé en 2011 et basé près de Namur.
  - Jeu emblématique : Magic Maze

### Québec

#### Groupe Asmodee
| Éditeur   | Fondateur(s)                     | Date de création | Siège    | Jeux emblématiques                                                       | Remarques |
| --------- | -------------------------------- | ---------------- | -------- | ------------------------------------------------------------------------ | --- |
| Filosofia | Sophie Gravel et Martin Tremblay | 2002             | Montréal | Catane, L'Âge de pierre, Pandémie, Carcassonne, Mégawatts, Terra Mystica | Editeur spécialisé dans l'adaptation française de jeux étrangers. Racheté par Asmodée en 2016 et inactif depuis. |

#### Groupe Hachette Boardgames
| Éditeur            | Fondateur(s)    | Date de création | Siège    | Jeux emblématiques                                                       | Remarques                                                                  |
| ------------------ | --------------- | ---------------- | -------- | ------------------------------------------------------------------------ | -------------------------------------------------------------------------- |
| Le Scorpion masqué | Christian Lemay | 2006             | Montréal | La Chasse aux monstres, Qui Paire gagne, Decrypto, Zombie Kidz, Sky Team | Editeur spécialisé dans les jeux d'ambiance. Racheté en 2021 par Hachette. |

### Suisse
- GameWorks, créé en 2006 à Vevey (Vaud) par Sébastien Pauchon et Malcolm Braff. A cessé son activité.
  - Jeux emblématiques : Jamaica, Jaipur, Sobek
- Hurrican, créé en 2006
  - Jeux emblématiques : Mr Jack, Augustus

## Principaux éditeurs européens

### Allemagne

#### Groupe Asmodee
| Éditeur       | Fondateur(s) | Date de création | Siège | Jeux emblématiques                          | Remarques                                                                        |
| ------------- | ------------ | ---------------- | ----- | ------------------------------------------- | -------------------------------------------------------------------------------- |
| Lookout Games | Hanno Girke  | 2000             |       | Agricola, Le Havre, Patchwork, Isle of Skye | Racheté par l'américain Mayfair Games, lui-même racheté par le français Asmodee. |

#### Autres éditeurs
- 2F-Spiele, créé en 1992 à Brême par Friedemann Friese
  - Jeu emblématique : Mégawatts (Haute-Tension)
- Abacusspiele, créé en 1989 par Joe Nikisch et Matthias Senke, basé près de Francfort.
  - Jeux emblématiques : Tichu, Coloretto, Zooloretto, Cacao
- Alea-Ravensburger. Ravensburger a été créé en 1883.
  - Jeux emblématiques : Scotland Yard, Labyrinthe, Tikal, Râ, Les Princes de Florence, Puerto Rico, San Juan, Les Châteaux de Bourgogne, Las Vegas, Bora Bora, Carpe Diem
- Amigo Spiele
  - Jeux emblématiques : 6 qui prend !, Bohnanza, Saboteur
- Blatz
- Drei Magier Spiele, filiale du groupe Blatz
  - Jeu emblématique : La Nuit des magiciens
- Eggertspiele, associé avec Pegasus Spiele. Racheté par Plan B Games.
  - Jeux emblématiques : Descendance, Rococo, Camel Up, Mombasa, Great Western Trail
- Feuerland Spiele, créé en 2012 par Frank Heeren et Uwe Rosenberg.
  - Jeux emblématiques : Terra Mystica, À la gloire d'Odin, Gaia Project, Ark Nova
- F.X. Schmid, éditeur de jeux et de puzzles, racheté par Ravensburger. S'est réorienté vers la publication de livres pour la jeunesse. 
  - Jeux emblématiques : For Sale, Torres, Perudo
- Haba, éditeur créé en 1938 et basé à Bad Rodach, longtemps spécialisé dans les jeux et jouets pour enfants.
  - Jeu emblématique : Le Verger, Karuba, Pyramide d'animaux
- Hans im Glück, créé en 1983 par Margret Brunnhofer, Bernd Brunnhofer, Karl-Heinz Schmiel et basé à Munich. Filiale du groupe Blatz.
  - Jeux emblématiques : Art moderne, El Grande, Tigre & Euphrate, Carcassonne, Samuraï, Médina, Amun-Re, Saint-Pétersbourg, Goa, Taluva, L'Âge de pierre, Dominion, Russian Railroads, Les voyages de Marco Polo
- Kosmos, éditeur de livres créé en 1822, de jeux de société et de jeux scientifiques basé à Stuttgart. 
  - Jeux emblématiques : Catane, Les Cités perdues, Keltis, Andor
- Pegasus Spiele, créé en 1993 par Karsten Esser et Andreas Finkernagel. S'est associé avec Eggertspiele. Aussi distributeur en Allemagne. A racheté en 2015 l'éditeur Selecta.
  - Jeux emblématiques : Istanbul, MicroMacro : Crime City (en co-édition avec Edition Spielwiese)
- Queen Games
  - Jeux emblématiques : Alhambra, Shogun, Fresco, Kingdom Builder, Lancaster, Amerigo, Escape : La Malédiction du temple
- Schmidt Spiele, créée par Josef Friedrich Schmidt à Munich en 1907. Regroupe les marques Schmidt Spiele, Drei Magier et Selecta. Aujourd'hui filiale du groupe Blatz.
  - Jeux emblématiques : Schotten-Totten, Les Charlatans de Belcastel, Très futé !
- Selecta Splielzeug, ex-éditeur de jeux pour enfants ayant cédé en 2015 son catalogue de jeux à Pegasus Spiele
- Zoch
  - Jeux emblématiques : Tobago, Gare à la Toile

### Autriche
- Piatnik, créé en 1824.

### Espagne
- Edge Entertainment, créé en 1999 par Gilles Garnier et basé à Séville. Fusionne avec l'éditeur toulousain UbIK en 2008. Racheté en 2016 par Asmodee.

### Finlande
- Lautapelit.fi Oy, créé en 1996 et basé à Helsinki.
  - Jeux emblématiques : Eclipse, Nations
- Nelostuote Oy (Tactic)

### Italie
- Ares Games
  - Jeu emblématique : La Guerre de l'Anneau
- dV Giochi (Da Vinci Giochi)
  - Jeux emblématiques : Bang !, Deckscape, Decktective
- Editrice Giochi, basé à Milan.

### Pays-Bas
- Jumbo
- Phalanx Games (a cessé son activité en 2013)

### Royaume-Uni
- Games Workshop, spécialisé dans les jeux de figurines

### Tchéquie
- Czech Games Edition
  - Jeux emblématiques : Through the Ages, Galaxy Trucker, Dungeon Lords, Tzolk'in, Codenames

## Principaux éditeurs nord-américains

### Groupe Asmodee
| Éditeur              | Fondateur(s)          | Date de création | Siège                | Jeux emblématiques                                                                                  | Remarques |
| -------------------- | --------------------- | ---------------- | -------------------- | --------------------------------------------------------------------------------------------------- | --- |
| Fantasy Flight Games | Christian T. Petersen | 1995             | Roseville, Minnesota | Descent : Voyage dans les ténèbres, Twilight Imperium, Star Wars: X-Wing, Les Contrées de l'Horreur | Editeur spécialisé dans les jeux thématiques à licence, sous forme de jeux de plateau ou de jeux de cartes à collectionner. Racheté par le groupe français Asmodee en 2015. |
| Plaid Hat Games      | Colby Dauch           |                  |                      | Mice and Mystics, Dead of Winter                                                                    | Racheté en 2015 par Filosofia, qui a été racheté par Asmodee en 2016. |
| Z-Man Games          | Zev Schlasinger       | 1999             | Carmel, New York     | Pandémie, Pandemic : Legacy                                                                         | Racheté en 2011 par Filosofia, qui a été racheté par Asmodee en 2016. |

### Autres éditeurs
- Alderac Entertainment Group (AEG)
- Avalon Hill, actif de 1958 à 1998, acquis par Hasbro
- Blue Orange, créé par Thierry Denoual et Julien Mayot en 2000 à San Francisco (le développement des jeux est réalisé désormais par Blue Orange France)
  - Jeu emblématique : Gobblet
- Burnt Island Games
  - Jeux emblématiques : Endeavor : Age of Sail, L'Antre du Roi de la Montagne
- Cool Mini or Not, spécialisé dans les jeux de figurines et thématiques (« ameritrash »)
  - Jeux emblématiques : Zombicide, Arcadia Quest, Blood Rage, Rising Sun
- Days of Wonder, créé en 2002, acquis en 2014 par Asmodée (le développement des jeux est réalisé par Days of Wonder France)
- Dire Wolf, basé à Denver, Colorado. Réalise aussid es adaptations digitales de jeux de société.
  - Jeux emblématiques : Clank! (en co-édition avec Renegade Game Studio), Clank! In! Space!, Clank! Legacy, Dune Imperium
- Eagle Gryphon Games, produit du rachat de l'anglais Eagle Games par l'américain Gryphon Games
  - Jeux emblématiques : The Gallerist, Vinhos Deluxe, Lisboa, On Mars
- GMT Games, créé en 1990 et basé à Hanford. Éditeur spécialisé dans les wargames.
  - Jeux emblématiques : Twilight Struggle, Dominant Species, A distant plain (et les jeux de la série « COIN »)
- Greater Than Games, créé en 2011 par Christopher Badell, Adam Rebottaro et Paul Bender.
  - Jeu emblématique : Spirit Island
- Hasbro, premier éditeur mondial, groupe propriétaire entre autres des marques MB, Parker, Avalon Hill, et Wizards of the Coast
  - Jeux emblématiques : Monopoly, Cluedo, Risk, La Bonne Paye, Puissance 4
- Iron Crown Enterprise, créé en 1980. Éditeur de jeu de rôle, essentiellement (Rolemaster, Jeu de rôle des Terres du Milieu). Rachète en 1997 le catalogue Mayfair Games et continue sous cette marque. 
  - Jeu emblématique : Le Seigneur des anneaux : les sorciers
- Leder Games, créé en 2014 par Patrick Leder et basée à Saint Paul, dans le Minnesota.
  - Jeux emblématiques : Root, Oath
- Mattel, plus présent dans le jouet que dans le jeu de société
  - Jeux emblématiques : Scrabble, Pictionary, Uno
- Rio Grande Games, créé en 1998, pionnier de la traduction des jeux européens sur le marché américain
  - Jeux emblématiques : Race for the Galaxy, Dominion
- Roxley, basé à Calgary.
  - Jeux emblématiques : Santorini, Dice Throne, Brass : Birmingham
- Sand Castle Games
  - Jeu emblématique : Res Arcana
  - Jeux emblématiques : High Frontier, Pax Renaissance, Bios: Megafauna, Bios: Origins
- Steve Jackson Games, créé en 1980
  - Jeu emblématique : Munchkin
- Stonemaier Games, créé par Jamey Stegmaier et Alan Stone.
  - Jeux emblématiques : Viticulture, Scythe, Wingspan
- Stronghold Games, créé en 2009 par Stephen M. Buonocore.
  - Jeux emblématiques : Kanban, Terraforming Mars, Egizia Shifting Sands
- University Games
- Winning Moves, créé en 1995 par Tom Kremer, Alex Randolph, Philip Orbanes, Mike Meyers, réseau commercialisant principalement des jeux Hasbro, aux États-Unis et en Europe
  - Jeux emblématiques : Trivial Pursuit, Monopoly, Rubik's Cube
- Winsome Games, spécialisé dans les jeux de « chemin de fer »
- Wizards of the Coast, acquis par Hasbro
  - Jeux emblématiques : Magic : l'Assemblée, Lords of Waterdeep